# 圃場容水量
圃場容水量 (ほじょうようすいりょう 英語: water-holding capacity of soils, field capacity) は、土壌から過剰な水が排水されて、水の下方移動速度が小さくなった時の含水率である。通常は、土壌構造と土性が均一であれば、降雨あるいは灌漑による土壌表面からの水の供給が終わってから2〜3日後に、この状態になる。圃場容水量（θfcという記号で表記される）の物理的な定義は、水頭が −33 J/kg (−0.33 bar) の土壌中の含水率である。Israelson and West と Veihmeyer and Hendrickson の論文が語源である。
Veihmeyer and Hendrickson は、この測定の限界に気がついて、圃場容水量は「非常に多くの要因に影響され、正確には（ある土壌において）定数ではない。しかし、土壌が水分を保持する容量を見積もる現実的な手法である。」と述べている。圃場容水量は Lyman Briggs の水分当量という概念を改良したものである。Veihmeyer and Hendrickson は、1949年にカリフォルニア州の農家の水利用効率を改善するために、この概念を使うことを提案した 。
圃場容水量は、土壌を水分で飽和させてから含水率を測定し、蒸発を防ぐために表面をカバーして、含水率の変化を測定することで知ることができる。含水率の変化速度が比較的小さくなった時を、排水が止まった時と考えて圃場容水量とする。

## 批判
この概念には批判もある。圃場容水量は一定の条件で測定されて一定の値が定まるが、圃場では、排水が開始される時の含水率、再分布が開始する時の浸潤前線の深さ、含水率の変化速度、といった条件に依存する。これらの条件は、土壌の種類ごとに一意に定まる値ではない。